# Степанов, Сергей Фёдорович
Серге́й Фёдорович Степа́нов (1890, с. Докудово, Смоленская губерния — дата и место смерти неизвестны) — деятель ВКП(б), председатель Северо-Казахстанского облисполкома. Входил в состав особой тройки НКВД СССР.

## Биография
Сергей Фёдорович Степанов родился в сентябре 1890 года в селе Докудово Смоленской губернии. С 1909 по 1913 годы обучался в Курском землемерном училище, а затем, с 1913 по 1918 годы, в Петровской сельскохозяйственной академии. Далее, до 1920 года, работал старшим техником-ирригатором Народного комиссариата земледелия РСФСР и преподавал на агрокурсах в городе Баку.

### Политическая карьера
- 1920—1923 годы — заместитель народного комиссара земледелия Азербайджанской ССР.
- 1923—1929 годы — ответственный секретарь Фабрично-Заводского районного комитета КП(б) Азербайджана.
- 1929—1930 годы — заместитель народного комиссара рабоче-крестьянской инспекции Азербайджанской ССР.
- 1930—1932 годы — аспирант Научно-исследовательского совхозного института.
- 1932—1933 годы — секретарь комитета ВКП(б) Центрального аэрогидродинамического института имени Н. Е. Жуковского.
- В 1933 году — заместитель народного комиссара земледелия Казакской АССР.
- 1933—1934 годы — 2-й секретарь Актюбинского областного комитета ВКП(б).
- 1934 — 9.1936 годы — председатель Исполнительного комитета Актюбинского областного Совета.
- август 1936 — август 1937 — председатель Исполнительного комитета Северо-Казахстанского областного Совета. Этот период отмечен вхождением в состав особой тройки, созданной по приказу НКВД СССР от 30.07.1937 № 00447[1] и активным участием в сталинских репрессиях[2].
- август 1937 — июнь 1938 — председатель Исполнительного комитета Южно-Казахстанского областного Совета.
- 12 декабря 1937 года был избран в Совет Союза Верховного Совета СССР 1-го созыва от Казахской ССР.

## Завершающий этап
Арестован 26 июня 1938 г. Приговорён Особым совещанием НКВД СССР к 8 годам ИТЛ 26 октября 1940 г.
Обвинялся по статьям 58-1, 58-7, 58-8, 58-11 УК РСФСР.
Реабилитирован 15 октября 1955 г. Верховным судом СССР по прекращению дела за отсутствием состава преступления. Дата и место смерти неизвестны.